# Sant’Antonio Abate (Palermo)

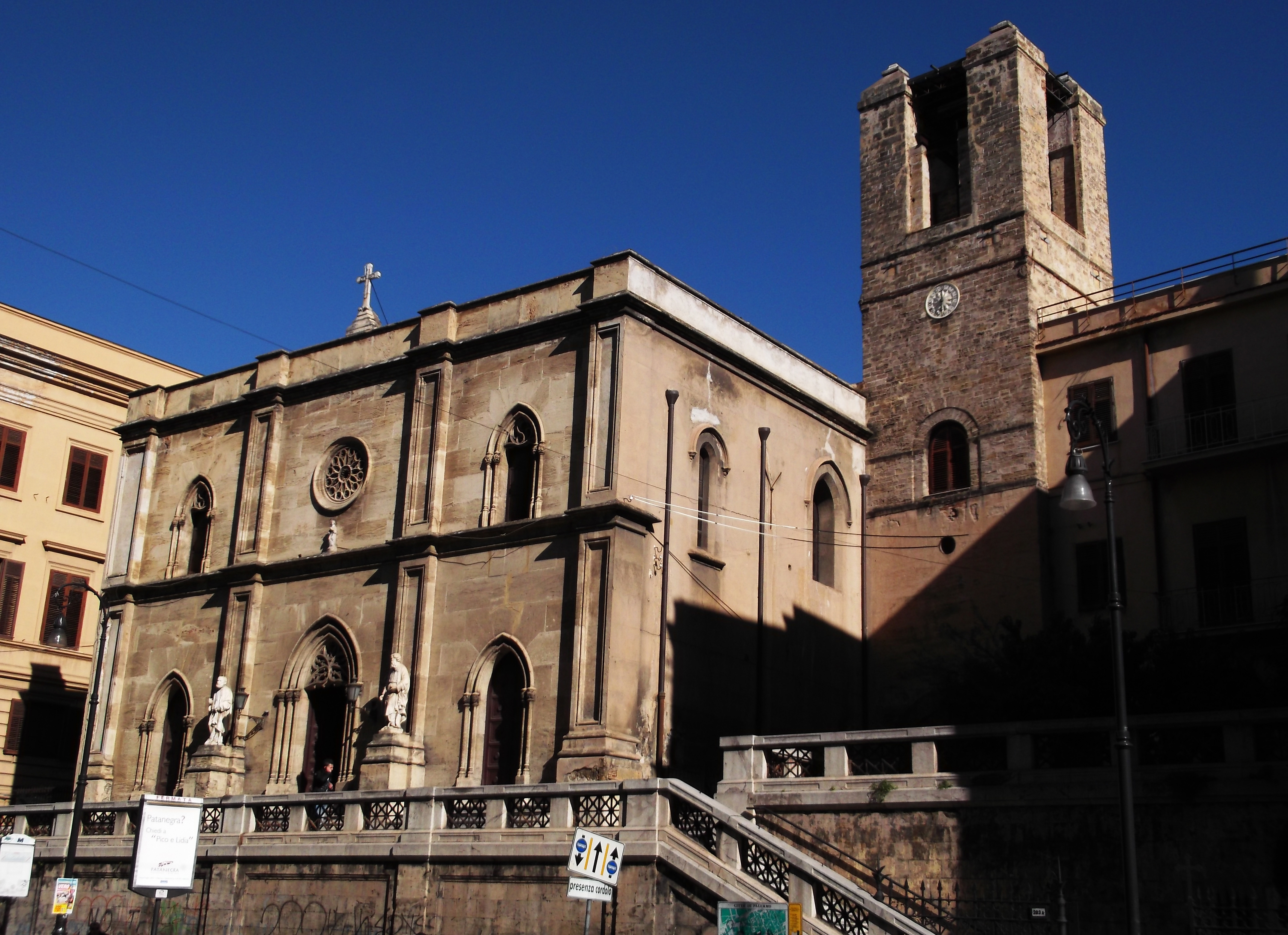
Sant’Antonio Abate

Sant’Antonio Abate ist eine Kirche der Renaissance in Palermo.

## Beschreibung
Die Kirche befindet sich an der Kreuzung Corso Vittorio Emanuele /Via Roma. Im 13. Jahrhundert in Form eines griechischen Kreuzes erbaut, wurde sie im 15. Jahrhundert grundlegend erneuert und nach einem schweren Erdbeben im Jahr 1823 neugotisch restauriert. Der Glockenturm wurde als Wehrturm von den Chiaramonte erbaut. Eine Treppe führt zum Eingang, zu dessen Seiten Skulpturen der Heiligen Petrus und Paulus von Antonello Gagini aufgestellt sind. Die Kuppel von 1536 wird von vier Granitsäulen getragen, die acht Säulen im Presbyterium tragen Kapitelle aus dem 13. Jahrhundert.

## Ausstattung
- Zoppo di Gangi: Tafelbilder die Heiligen Carlo Borromeo und Antonio Abate
- Gaspare Serenario: zwei Tafelbilder „Christus und die Ehebrecherin“ und „Christus und der Hauptmann“ (1757)
- Antonello Gagini: Marmorrelief mit Passionsszenen
- Giuseppe Crestadoro: Tafelbild „Geschichten um S. Antonius und der Jungfrau Maria“ (1781)
- Umile da Petralia: Ecce homo (17. Jahrhundert)
- Francesco Pennino: ein von einem Putto getragenes Taufbecken (1755, nach einer Vorlage von Ignazio Marabitti)